# Nossa Senhora do Socorro
Nossa Senhora do Socorro is een gemeente in de Braziliaanse deelstaat Sergipe. De gemeente telt 181.928 inwoners (schatting 2017).

## Hydrografie
De plaats ligt aan de rivier de Sergipe.

## Aangrenzende gemeenten
De gemeente grenst aan Aracaju, Areia Branca, Laranjeiras, Santo Amaro das Brotas en São Cristóvão.

## Verkeer en vervoer
De plaats ligt aan de noord-zuidlopende weg BR-101 tussen Touros en São José do Norte. Daarnaast ligt ze aan de weg BR-235.